# Sonderlager des MWD
Die Sonderlager des Innenministeriums der UdSSR (MWD) (ehemals NKWD), die in der Sowjetunion ab Februar 1948 errichtet wurden, waren besondere Einrichtungen des Gulag-Lagersystems für politische Gefangene. Die Bezeichnung Sonderlager lautet russisch особый лагерь / ossoby lager, kurz russisch особлаг / Ossoblag. Es existierten insgesamt zwölf solche Sonderlager. Nach Stalins Tod 1953 wurden sie nach und nach wieder aufgelöst beziehungsweise umstrukturiert.

## Bezeichnung
In den Gesetzestexten, die zur Errichtung der Sonderlager führten, wie auch in den Arbeiten, welche die Auswertung der Geschichte der Lager aufgrund von Dokumenten der NKWD, MWD und anderen mit den Lagern befassten Behörden der damaligen Sowjetunion vorgenommen haben, wird so gut wie ausschließlich der Begriff „Sonderlager“ (russisch особый лагерь) verwendet. Daneben findet man in der Sekundärliteratur, wie beispielsweise bei Ralf Stettner oder Jacques Rossi, die Bezeichnung „Speziallager“ (zurückgehend auf das russische специальный лагерь); Siegfried Jenkner spricht in einer seiner Arbeiten von „besonderen  Lagern  mit  verschärftem Regime, kurz Regimelager genannt“ und verwendet den Begriff „Regimelager“ auf die 1948 errichteten Lager für politische Häftlinge, spricht jedoch an einer anderen Stelle von insgesamt siebzehn Lagern. Inwieweit es sich bei diesen unterschiedlichen Begriffen um eine andere Übersetzung handelt, eine Ausdehnung des Begriffes „Sonderlager“ auf andere Gulag-Lager usw., ist bisher nicht hinreichend geklärt.

## Zweck der Sonderlager
Die Sonderlager waren ein besonderer Teil der Einrichtungen des allgemeinen sowjetischen Strafvollzugs der Jahre 1948 bis etwa Anfang der 1960er Jahre, die auf Häftlingsarbeit ausgerichtet waren und verschiedenen, häufig wechselnden Hauptverwaltungen unterlagen. Sie sollten der Entlastung der allgemeinen Gulag-Lager und der Isolierung von Personen dienen. Sie wurden in erster Linie für Häftlinge errichtet, die wegen – so der damalige Sprachgebrauch – Spionage, Zersetzung und Sabotage, Terrorismus verurteilt wurden, ferner für Trotzkisten, Menschewiki, Sozialrevolutionäre, „rechte Elemente“, Anarchisten, Nationalisten, Weißgardisten und andere – ob ihre Verurteilung auf Tatsachen basierte oder nicht war nebensächlich. Diese Häftlingsgruppen wurden durch die MWD-Behörden allgemein als „Sonderkontingente“ bezeichnet.

## Geschichte
Die Einrichtung der Sonderlager in der Sowjetunion geht auf das Dekret Nr. 00219 des Innenministeriums MWD vom 21. Februar 1948 zurück; hier wurde auch die Finanzierung beschlossen (Staatshaushalt der UdSSR) und die Orte festgelegt, in denen die ersten Lager errichtet werden sollten; ebenfalls wurde die Verwaltungsstruktur beschlossen. Im Februar 1948 entstanden die ersten fünf Sonderlager (Sonderlager Nr. 1 bis 5), im August 1948 das Sonderlager Nr. 6 und im Dezember 1948 Sonderlager Nr. 7; von 1949 bis 1952 kamen noch fünf weitere hinzu.
Zur gleichen Zeit wurde über die Errichtung von Sondergefängnissen (Особые тюрьмы) entschieden. Sie wurden in Wladimir (Gefangenenlager Wladimirowka), Alexandrowskoje und Werchneuralsk errichtet.
Die Lager entstanden häufig in nächster Nachbarschaft bereits bestehender Besserungsarbeitslager (ITL) oder gar auf deren Gelände durch die Übernahme bisheriger Lagerabteilungen, wurden jedoch streng von diesen getrennt und isoliert und durch spezielle Wachmannschaften bewacht. Es handelte sich hierbei um reguläre Einheiten des Ministeriums für Staatssicherheit (MGB), d. h. Einheiten für den inneren Schutz des Staates (russ. Akronym ВОХР für Войска внутренней охраны республики), die de facto dem MGB, Vorgängerorganisation des KGB, unterordnet waren. Es befanden sich häufig auch mehrere Sonderlager auf einem kleinen Gebiet. Zu den größten Lageransammlungen gehörten:
- Lagerkomplex bei Karaganda in der Kasachischen SSR, wo sich außer dem Sonderlager Nr. 8 PestschanLag und Sonderlager Nr. 9 LugLag auch das Karaganda-ITL (auch KarLag; Hauptverwaltung in Dolinka), ITL der Karaganda-Kohle, Saran-ITL, ITL des Wohnungsbaus Karaganda, Kriegsgefangenenlager 99, sowie in einiger Entfernung auch Sonderlager Nr. 4 StepLag und Sonderlager Nr. 11 DalLag befanden
- Lageransammlung im Gebiet von Workuta in der ASSR der Komi, darunter das größte Lager, das Arbeitslager Workuta, richtiger WorkutLag bzw. Workuta-ITL; einige Quellen sprechen von insgesamt 16 verschiedenen Lagern, die zur Lagergruppe Workuta gehörten, allen voran das Workuta-ITL.[9] Von den Sonderlagern kann man dazu folgende zählen: Sonderlager Nr. 6 RetschLag sowie – etwas mehr entfernt – Sonderlager Nr. 1 MinLag.[10]
- der Lager- und Industriekomplex Dalstroi, wo sich außer Sonderlager Nr. 5 BerLag gut zwei Dutzend ITL-Lager befanden[11]

Das Arbeitsregime war außerordentlich rücksichtslos, in den Unterkünften rechnete man mit einem Platzbedarf von einem  Quadratmeter pro Person, etwa der Hälfte verglichen mit den übrigen Lagern. Vergitterte Fenster, das Verbot, die Unterkunft zu verlassen und andere Maßnahmen hatten den Charakter eines strengen Gefängnisses. Die Verwaltung und Aufsicht oblag dem Innenministerium MWD (und dessen verschiedenen Abteilungen). Dies galt auch nach 1953, als die meisten übrigen Gulag-Lager z. B. dem Justizministerium übergeben wurden. Die Insassen der Sonderlager wurden für schwerste Arbeiten im Kohle- und Erzbergbau, beim Straßen- und Eisenbahnbau, im Holzeinschlag und andere grobe Arbeiten eingesetzt. Im Zeitraum 1953/1954 kam es in den Sonderlagern zu drei größeren Revolten: in GorLag (→Aufstand von Norilsk), RetschLag (→Aufstand von Workuta) und in StepLag (→Kengir-Aufstand).

## Übersicht der Sonderlager
Nach Februar 1948 wurden folgende Sonderlager errichtet:
- MinLag, Sonderlager Nr. 1 (1948), ASSR der Komi
- GorLag, Sonderlager Nr. 2 (1948), Region Krasnojarsk
- DubrawLag, Sonderlager Nr. 3 (1948), Mordwinische ASSR
- StepLag, Sonderlager Nr. 4 (1948), Karaganda / Kasachische SSR
- BerLag, Sonderlager Nr. 5 (1948), Region Magadan (Dalstroi-Komplex, Jakutische ASSR)
- RetschLag, Sonderlager Nr. 6 (1948), Workuta / ASSR der Komi
- OserLag, Sonderlager Nr. 7 (1948), Taischet / Oblast Irkutsk
- PestschanLag, Sonderlager Nr. 8 (1949), Karaganda / Kasachische SSR
- LugLag, Sonderlager Nr. 9 (1949), Karaganda / Kasachische SSR
- KamyschLag, Sonderlager Nr. 10 (1951), Region Kemerowo (Südsibirien)
- DalLag, Sonderlager Nr. 11 (1952), Karaganda / Kasachische SSR
- WodorasdelLag, Sonderlager Nr. 12 (1952), ASSR der Komi

Die Lager besaßen ursprünglich keine Namen und wurden lediglich chronologisch nach dem Datum ihrer Gründung durchnummeriert. Erst später erhielten sie verschiedene Namen, die jedoch nur selten einen Bezug zur Realität hatten (so gibt es in der Umgebung vom Lager Nr. 7 – OserLag, dessen Name von „See“, „Seelandschaft“ abgeleitet ist, keine Seen). Man nimmt an, dass in vielen Fällen einfach die den Lagern zugeteilten Telegraphencodes übernommen wurden. Diese Telegraphencodes wurden ab 1949, häufig als Tarnung, zugeteilt. Beim „Sonderlager Nr. 17“, das vereinzelt in der Literatur vorkommt, handelt es sich offenbar um das Sonderlager Nr. 7 (OserLag).
Ab Sommer 1954, nach Stalins Tod und nach den Aufständen in einigen Lagern, wurden die Sonderlager nach und nach zurückgefahren: sie wurden aufgelöst oder als die sonstigen Besserungs- und Arbeitslager eingestuft und geführt.

## Insassenzahlen
Ursprünglich wurde die maximale Zahl der in Sonderlagern gehaltenen Häftlinge durch einen Beschluss der Gulag-Verwaltung auf 145.000 limitiert. Wie eine Kommission des Innenministeriums jedoch feststellte, gab es bereits 1948 in den allgemeinen Besserungs- und Arbeitslagern etwa 175.000 Häftlinge, die in die neuen Sonderlager überführt werden sollten; darüber hinaus rechnete man mit neuen „Kontingenten“. Das Limit wurde daher angehoben.
Während es 1949 in den Sonderlagern 106.573 Häftlinge gab (andere Quellen geben 197.000 Personen an), waren es im Januar 1950 bereits 185.000, im Januar 1951 215.000 und im Januar 1952 schließlich 257.000; im Februar 1953 sank die Zahl bereits auf 234.000 Häftlinge. In dem folgenden Jahre sank die Zahl im Zuge der Auflösung beziehungsweise Umstrukturierung der Sonderlager weiter kontinuierlich.
Der russische Historiker Smykalin macht aufgrund von vielen Dokumenten folgende Angaben über die Nationalitätenstruktur der Häftlinge (andere als Russen) in den sowjetischen Sonderlagern im Jahre 1954:
| Land | Anzahl |  | Land                                     | Anzahl |
| Deutschland | 10.542 |  | Lettland, Litauen und Estland            | 49     |
| USA | 2.836  |  | Österreich                               | 40     |
| Japan | 1.171  |  | Bulgarien, Jugoslawien                   | 36     |
| Großbritannien a) | 1.164  |  | Italien                                  | 27     |
| China | 988    |  | Dänemark, Schweden, Norwegen             | 18     |
| Rumänien | 554    |  | Griechenland                             | 8      |
| Ungarn und Tschechoslowakei | 303    |  | Niederlande, Belgien, Luxemburg          | 7      |
| Finnland | 326    |  | Vatikan                                  | 6      |
| Frankreich | 276    |  | Iran, Syrien, Ägypten, Transjordanien b) | 5      |
| Polen | 202    |  | Spanien                                  | 4      |
| Iran b) | 182    |  | Lateinamerikanische Länder c)            | 3      |
| Afghanistan | 92     |  |                                          |        |
| Türkei | 87     |  | andere                                   | 61     |
| Anmerkungen: a) einschl. britischer Dominions b) Einmal muss es Irak statt Iran heißen c) Brasilien, Mexiko, Chile, Argentinien u. a. |        |  |                                          |        |

In der gleichen Veröffentlichung ist noch eine Übersicht über die Aufteilung der Häftlinge nach der Urteilsbegründung (ohne dass diese näher definiert wird – sie entspringt dem damaligen Parteivokabular der KPdSU):
Art des Vergehens
Terroristen

Saboteure

Trotzkisten

rechtsgerichtete Elemente

Sozialrevolutionäre

Menschewiki

Anarchisten

Anzahl
9.595

3.714

1.505

455

197

153

65

## Abkürzungen der Verwaltungen
Die Aufsicht und Leitung der Sonderlager oblag verschiedenen Verwaltungen. Die wichtigsten waren:
- GGWDS – Hauptverwaltung der Lager für den Bau des Wolga-Don-Kanals
- GlawLesLag – Hauptverwaltung Lager in der Forstwirtschaft
- GTU – Hauptverwaltung der Gefängnisse
- GUITK – Hauptverwaltung der Besserungsarbeitskolonien
- GULAG – Hauptverwaltung der Besserungsarbeitslager und -kolonien
- GULGMP – Hauptverwaltung der Lager in der Bergbau- und metallurgischen Industrie
- GULGTS – Hauptverwaltung der Lager für Wasserbau
- GULLP – Hauptverwaltung Lager in der Forstwirtschaft
- GULPS – Hauptverwaltung der Lager für Industriebau
- GULSchDS – Hauptverwaltung der Lager für Eisenbahnbau
- GUMS – Hauptverwaltung der Haftanstalten
- GUPR – Hauptverwaltung für Zwangsarbeit
- OITK – Abteilung für Besserungsarbeitskolonien
- UITK – Verwaltung der Besserungsarbeitskolonien
- UITL – Verwaltung der (des) Besserungsarbeitslager(s)
- UITLK – Verwaltung der Besserungsarbeitslager und -kolonien

Außerdem kommen in diesem Zusammenhang folgende Abkürzungen vor:
- ITK – Besserungsarbeitskolonie
- ITL – Besserungsarbeitslager
- KGB – Komitee für Staatssicherheit
- MJu – Ministerium der Justiz
- MWD – Ministerium des Innern
- NKWD – Volkskommissariat für Innere Angelegenheiten